# Andrea Zinsli
Andrea Zinsli (ur. 18 listopada 1972 w Chur) – szwajcarski narciarz alpejski, uczestnik Zimowych Igrzysk Olimpijskich 1994 w Lillehammer.

## Kariera
Jego pierwsze zanotowane wyniki na arenie międzynarodowej to Mistrzostwa Świata Juniorów 1991 w Geilo. Wystartował tam w gigancie i slalomie. W gigancie zajął 33. miejsce, z kolei w slalomie zdobył brązowy medal. Debiut, i od razu pierwsze punkty w zawodach Pucharu Świata zaliczył 14 grudnia 1993 roku we włoskim Sestriere. Zajął wtedy 14. miejsce w slalomie. Najlepiej sobie radził w sezonie 1996/1997, kiedy to z dorobkiem 128 punktów zajął 51. miejsce w klasyfikacji generalnej.
Na Zimowych Igrzyskach Olimpijskich 1994 wystartował tylko w jednej konkurencji, slalomie, zajmując 11. miejsce. Dwukrotny uczestnik mistrzostw świata i podobnie jak na igrzyskach, startował wyłącznie w slalomie. Najpierw, na Mistrzostwach Świata 1996 w Sierra Nevadzie, uplasował się na 4. miejscu, z kolei rok później na Mistrzostwach Świata 1997 w Sestriere zajął 21. lokatę.

## Osiągnięcia

### Igrzyska olimpijskie
| Miejsce | Dzień     | Rok  | Miejscowość | Konkurencja | Czas biegu  | Strata  | Zwycięzca            |
| ------- | --------- | ---- | ----------- | ----------- | ----------- | ------- | -------------------- |
| 11.     | 27 lutego | 1994 | Lillehammer | Slalom      | 2:04,94 min | +2,92 s | Thomas Stangassinger |

### Mistrzostwa świata
| Miejsce | Dzień     | Rok  | Miejscowość   | Konkurencja | Czas biegu  | Strata  | Zwycięzca     |
| ------- | --------- | ---- | ------------- | ----------- | ----------- | ------- | ------------- |
| 4.      | 25 lutego | 1996 | Sierra Nevada | Slalom      | 1:43,48 min | +1,22 s | Alberto Tomba |
| 21.     | 15 lutego | 1997 | Sestriere     | Slalom      | 1:56,91 min | +5,21 s | Tom Stiansen  |

### Mistrzostwa świata juniorów
| Miejsce | Dzień       | Rok  | Miejscowość | Konkurencja | Czas biegu  | Strata  | Zwycięzca         |
| ------- | ----------- | ---- | ----------- | ----------- | ----------- | ------- | ----------------- |
| 33.     | 12 kwietnia | 1991 | Geilo       | Gigant      | 2:08,63 min | +3,99 s | Massimo Zucchelli |
| 3.      | 14 kwietnia | 1991 | Geilo       | Slalom      | 1:33,67 min | +0,38 s | Casey Puckett     |

### Puchar Świata

#### Miejsca w klasyfikacji generalnej
- 1993/1994: 58.
- 1994/1995: 55.
- 1995/1996: 53.
- 1996/1997: 51.
- 1998/1999: 116.